# Чентро Д (Гросето)
Чентро Д је насеље у Италији у округу Гросето, региону Тоскана.
Према процени из 2011. у насељу је живело 36 становника. Насеље се налази на надморској висини од 13 м.